# Шасињије
Шасињије (фр. Chassignieu) насеље је и општина у источној Француској у региону Рона-Алпи, у департману Изер која припада префектури Ла Тур ди Пен.
По подацима из 2011. године у општини је живело 207 становника, а густина насељености је износила 40,04 становника/km². Општина се простире на површини од 5,17 km². Налази се на средњој надморској висини од 420 метара (максималној 607 m, а минималној 373 m).

## Демографија
| 1962. | 1968. | 1975. | 1982. | 1990. | 1999. | 2011. |
| ----- | ----- | ----- | ----- | ----- | ----- | ----- |
| 226   | 239   | 198   | 190   | 188   | 192   | 207   |

График промене броја становника у току последњих година